# Saison 2014-2015 des Hawks d'Atlanta
La saison 2014-2015 des Hawks d'Atlanta est la 65e saison de la franchise en National Basketball Association (NBA) et la 47e saison dans la ville de Atlanta.

## Draft
| Tour | Choix | Joueur         | Poste | Nationalité | Provenance                |
| ---- | ----- | -------------- | ----- | ----------- | ------------------------- |
| 1    | 15    | Adreian Payne  | PF    | États-Unis  | Michigan State            |
| 2    | 43    | Walter Tavares | C     | Cap-Vert    | CB Gran Canaria (Espagne) |

## Classements

### Conférence
| Conférence Est | Conférence Est         | Conférence Est | Conférence Est | Conférence Est | Conférence Est | Conférence Est | Conférence Est |
| No             | Franchise              | Vic.           | Déf.           | MJ             | MR             | % V/D          | RV             |
| -------------- | ---------------------- | -------------- | -------------- | -------------- | -------------- | -------------- | -------------- |
| 1              | Hawks d'Atlanta        | 60             | 22             | 82             | 0              | 73,2%          | -              |
| 2              | Cavaliers de Cleveland | 53             | 29             | 82             | 0              | 64,6%          | 7              |
| 3              | Bulls de Chicago       | 50             | 32             | 82             | 0              | 61,0%          | 10             |
| 4              | Raptors de Toronto     | 49             | 33             | 82             | 0              | 59,8%          | 11             |
| 5              | Wizards de Washington  | 46             | 36             | 82             | 0              | 56,1%          | 14             |
| 6              | Bucks de Milwaukee     | 41             | 41             | 82             | 0              | 50,0%          | 19             |
| 7              | Celtics de Boston      | 40             | 42             | 82             | 0              | 48,8%          | 20             |
| 8              | Nets de Brooklyn       | 38             | 44             | 82             | 0              | 46,3%          | 22             |
|                |                        |                |                |                |                |                |                |
| 9              | Pacers de l'Indiana    | 38             | 44             | 82             | 0              | 46,3%          | 22             |
| 10             | Heat de Miami          | 37             | 45             | 82             | 0              | 45,1%          | 23             |
| 11             | Hornets de Charlotte   | 33             | 49             | 82             | 0              | 40,2%          | 27             |
| 12             | Pistons de Détroit     | 32             | 50             | 82             | 0              | 39,0%          | 28             |
| 13             | Magic d'Orlando        | 25             | 57             | 82             | 0              | 30,5%          | 35             |
| 14             | 76ers de Philadelphie  | 18             | 64             | 82             | 0              | 22,0%          | 42             |
| 15             | Knicks de New York     | 17             | 65             | 82             | 0              | 20,7%          | 43             |

### Division
| Division Sud-Est     | V  | D  | MJ | % V/D | GB | Dom   | Ext   | Div  | Conf  |
| -------------------- | -- | -- | -- | ----- | -- | ----- | ----- | ---- | ----- |
| Hawks d'Atlanta      | 60 | 22 | 82 | 73,2% | -  | 35-6  | 25-16 | 12-4 | 38-14 |
| Washington Wizards   | 46 | 36 | 82 | 56,1% | 14 | 29-12 | 17-24 | 10-6 | 30-22 |
| Heat de Miami        | 37 | 45 | 82 | 45,1% | 23 | 20-21 | 17-24 | 6-10 | 25-27 |
| Hornets de Charlotte | 33 | 49 | 82 | 40,2% | 27 | 19-22 | 14-27 | 8-8  | 25-27 |
| Magic d'Orlando      | 25 | 57 | 82 | 30,5% | 35 | 13-28 | 12-29 | 4-12 | 15-37 |

## Saison régulière
| Saison régulière Total: 60-22 (Domicile: 35-6; Extérieur: 25-16) |

Le calendrier a été annoncé le 13 août.
- Les Hawks se sont qualifiés pour les Playoffs après leur victoire contre les Rockets de Houston le 3 mars 2015.
- Le 27 mars après une victoire contre le Heat de Miami, les Hawks sont assurés de terminer premier de la conférence Est.

## Confrontations
| Conférence Est      | Conférence Est                           | Conférence Est                           | Conférence Est                           | Conférence Est                           | Conférence Ouest                         | Conférence Ouest                         | Conférence Ouest                         |
| Division Atlantique | Division Atlantique                      | Division Atlantique                      | Division Atlantique                      | Division Atlantique                      | Division Nord-Ouest                      | Division Nord-Ouest                      | Division Nord-Ouest                      |
| Équipe              | Domicile                                 | Domicile                                 | Extérieur                                | Extérieur                                | Équipe                                   | Domicile                                 | Extérieur                                |
| ------------------- | ---------------------------------------- | ---------------------------------------- | ---------------------------------------- | ---------------------------------------- | ---------------------------------------- | ---------------------------------------- | ---------------------------------------- |
| Boston              | 109-105                                  |                                          | 105-91                                   | 88-89                                    | Denver                                   | 96-84                                    | 102-115                                  |
| Brooklyn            | 113-102                                  | 131-99                                   | 98-75                                    | 114-111                                  | Minnesota                                | 112-100                                  | 117-105                                  |
| New York            | 103-96                                   | 108-112                                  | 91-85                                    |                                          | Oklahoma City                            | 103-93                                   | 115-123                                  |
| Philadelphie        | 95-79                                    | 91-85                                    | 102-87                                   | 84-92                                    | Portland                                 | 105-99                                   | 98-92                                    |
| Toronto             | 115-126                                  | 80-105                                   | 102-109                                  | 110-89                                   | Utah                                     | 100-97                                   | 98-92                                    |
|                     | 6–3                                      | 6–3                                      | 6–3                                      | 6–3                                      |                                          | 5–0                                      | 3–2                                      |
| Division            | 12–6                                     | 12–6                                     | 12–6                                     | 12–6                                     | Division                                 | 8–2                                      | 8–2                                      |
| Division Centrale   | Division Centrale                        | Division Centrale                        | Division Centrale                        | Division Centrale                        | Division Pacifique                       | Division Pacifique                       | Division Pacifique                       |
| Équipe              | Domicile                                 | Domicile                                 | Extérieur                                | Extérieur                                | Équipe                                   | Domicile                                 | Extérieur                                |
| Chicago             | 93-86                                    |                                          | 107-99                                   | 85-91                                    | Golden State                             | 124-116                                  | 95-114                                   |
| Cleveland           | 109-101                                  | 106-97                                   | 94-127                                   | 93-86                                    | L.A. Clippers                            | 107-104                                  | 107-98                                   |
| Detroit             | 99-89                                    | 93-82                                    | 106-103                                  | 95-105                                   | L.A. Lakers                              | 109-114                                  | 91-86                                    |
| Indiana             | 102-92                                   | 110-91                                   | 108-92                                   |                                          | Phoenix                                  | 96-69                                    | 96-87                                    |
| Milwaukee           | 77-107                                   | 101-88                                   | 90-85                                    | 97-86                                    | Sacramento                               | 130-105                                  | 110-103                                  |
|                     | 8–1                                      | 8–1                                      | 6–3                                      | 6–3                                      |                                          | 4–1                                      | 4–1                                      |
| Division            | 14–4                                     | 14–4                                     | 14–4                                     | 14–4                                     | Division                                 | 8–2                                      | 8–2                                      |
| Division Sud-Est    | Division Sud-Est                         | Division Sud-Est                         | Division Sud-Est                         | Division Sud-Est                         | Division Sud-Ouest                       | Division Sud-Ouest                       | Division Sud-Ouest                       |
| Équipe              | Domicile                                 | Domicile                                 | Extérieur                                | Extérieur                                | Équipe                                   | Domicile                                 | Extérieur                                |
|                     |                                          |                                          |                                          |                                          | Dallas                                   | 104-87                                   | 105-102                                  |
| Charlotte           | 105-75                                   | 104-80                                   | 119-122 (OT)                             | 100-115                                  | Houston                                  | 104-96                                   | 104-97                                   |
| Miami               | 114-103                                  | 99-86                                    | 112-102                                  | 93-91                                    | Memphis                                  | 96-86                                    | 88-94                                    |
| Orlando             | 87-81                                    | 95-88                                    | 99-100                                   | 95-83                                    | New Orleans                              | 100-91                                   | 100-115                                  |
| Washington          | 120-89                                   | 105-96                                   | 106-102                                  | 99-108                                   | San Antonio                              | 95-114                                   | 92-94                                    |
|                     | 8–0                                      | 8–0                                      | 4–4                                      | 4–4                                      |                                          | 4–1                                      | 2–3                                      |
| Division            | 12–4                                     | 12–4                                     | 12–4                                     | 12–4                                     | Division                                 | 6–4                                      | 6–4                                      |
| Conférence          | 38–14 (Domicile: 22–4; Extérieur: 16–10) | 38–14 (Domicile: 22–4; Extérieur: 16–10) | 38–14 (Domicile: 22–4; Extérieur: 16–10) | 38–14 (Domicile: 22–4; Extérieur: 16–10) | Conférence                               | 22–8 (Domicile: 14–2; Extérieur: 8–6)    | 22–8 (Domicile: 14–2; Extérieur: 8–6)    |
| Total               | 60–22 (Domicile: 35–6; Extérieur: 25–16) | 60–22 (Domicile: 35–6; Extérieur: 25–16) | 60–22 (Domicile: 35–6; Extérieur: 25–16) | 60–22 (Domicile: 35–6; Extérieur: 25–16) | 60–22 (Domicile: 35–6; Extérieur: 25–16) | 60–22 (Domicile: 35–6; Extérieur: 25–16) | 60–22 (Domicile: 35–6; Extérieur: 25–16) |

## Playoffs

### Premier tour

#### (1)Hawks d'Atlantavs.Nets de Brooklyn(8)
| 19 avril 2015 17:30 EDT | (en) Boxscore | Nets de Brooklyn 92, Hawks d'Atlanta 99            | Nets de Brooklyn 92, Hawks d'Atlanta 99 | Nets de Brooklyn 92, Hawks d'Atlanta 99  |  | Philips Arena, Atlanta Affluence : 18 440 Arbitres : no 43 Dan Crawford no 8 Marc Davis no 15 Bennett Salvatore | TNT |
| 19 avril 2015 17:30 EDT | (en) Boxscore | Score par quart-temps : 20-32, 25-23, 17-19, 30-25 |                                         |                                          |  | Philips Arena, Atlanta Affluence : 18 440 Arbitres : no 43 Dan Crawford no 8 Marc Davis no 15 Bennett Salvatore | TNT |
| 19 avril 2015 17:30 EDT | (en) Boxscore | Score par mi-temps : 45-55, 47-44                  |                                         |                                          |  | Philips Arena, Atlanta Affluence : 18 440 Arbitres : no 43 Dan Crawford no 8 Marc Davis no 15 Bennett Salvatore | TNT |
| 19 avril 2015 17:30 EDT | (en) Boxscore | Johnson, Lopez 17 Brook Lopez 14 Joe Johnson 6     | Points Rebonds Passes d.                | Kyle Korver 21 Al Horford 10 3 joueurs 3 |  | Philips Arena, Atlanta Affluence : 18 440 Arbitres : no 43 Dan Crawford no 8 Marc Davis no 15 Bennett Salvatore | TNT |

| 22 avril 2015 19:00 EDT | (en) Boxscore | Nets de Brooklyn 91, Hawks d'Atlanta 96            | Nets de Brooklyn 91, Hawks d'Atlanta 96 | Nets de Brooklyn 91, Hawks d'Atlanta 96    |  | Philips Arena, Atlanta Affluence : 18 207 Arbitres : no 24 Mike Callahan no 38 Michael Smith no 28 Zach Zarba | NBA TV |
| 22 avril 2015 19:00 EDT | (en) Boxscore | Score par quart-temps : 24-29, 23-21, 20-25, 24-21 |                                         |                                            |  | Philips Arena, Atlanta Affluence : 18 207 Arbitres : no 24 Mike Callahan no 38 Michael Smith no 28 Zach Zarba | NBA TV |
| 22 avril 2015 19:00 EDT | (en) Boxscore | Score par mi-temps : 47-50, 44-46                  |                                         |                                            |  | Philips Arena, Atlanta Affluence : 18 207 Arbitres : no 24 Mike Callahan no 38 Michael Smith no 28 Zach Zarba | NBA TV |
| 22 avril 2015 19:00 EDT | (en) Boxscore | Jarrett Jack 23 Deron Williams 10 Deron Williams 8 | Points Rebonds Passes d.                | Paul Millsap 19 Al Horford 13 Al Horford 7 |  | Philips Arena, Atlanta Affluence : 18 207 Arbitres : no 24 Mike Callahan no 38 Michael Smith no 28 Zach Zarba | NBA TV |

| 25 avril 2015 15:00 EDT | (en) Boxscore | Hawks d'Atlanta 83, Nets de Brooklyn 91            | Hawks d'Atlanta 83, Nets de Brooklyn 91 | Hawks d'Atlanta 83, Nets de Brooklyn 91      |  | Barclays Center, Brooklyn Affluence : 17 732 Arbitres : no 17 Joe Crawford no 10 Ron Garretson no 6 Tony Brown | TNT |
| 25 avril 2015 15:00 EDT | (en) Boxscore | Score par quart-temps : 16-31, 24-16, 22-20, 21-24 |                                         |                                              |  | Barclays Center, Brooklyn Affluence : 17 732 Arbitres : no 17 Joe Crawford no 10 Ron Garretson no 6 Tony Brown | TNT |
| 25 avril 2015 15:00 EDT | (en) Boxscore | Score par mi-temps : 40-47, 43-44                  |                                         |                                              |  | Barclays Center, Brooklyn Affluence : 17 732 Arbitres : no 17 Joe Crawford no 10 Ron Garretson no 6 Tony Brown | TNT |
| 25 avril 2015 15:00 EDT | (en) Boxscore | DeMarre Carroll 22 Paul Millsap 17 Jeff Teague 6   | Points Rebonds Passes d.                | Brook Lopez 22 Brook Lopez 13 Jarrett Jack 8 |  | Barclays Center, Brooklyn Affluence : 17 732 Arbitres : no 17 Joe Crawford no 10 Ron Garretson no 6 Tony Brown | TNT |

| 27 avril 2015 19:00 EDT | (en) Boxscore | Hawks d'Atlanta 115, Nets de Brooklyn 120                      | Hawks d'Atlanta 115, Nets de Brooklyn 120 | Hawks d'Atlanta 115, Nets de Brooklyn 120         | OT | Barclays Center, Brooklyn Arbitres : no 19 James Capers no 23 Jason Phillips no 42 Eric Lewis | NBA TV |
| 27 avril 2015 19:00 EDT | (en) Boxscore | Score par quart-temps : 24-25, 27-20, 31-29, 22-30, OT : 11-16 |                                           |                                                   | OT | Barclays Center, Brooklyn Arbitres : no 19 James Capers no 23 Jason Phillips no 42 Eric Lewis | NBA TV |
| 27 avril 2015 19:00 EDT | (en) Boxscore | Score par mi-temps : 51-45, 53-59                              |                                           |                                                   | OT | Barclays Center, Brooklyn Arbitres : no 19 James Capers no 23 Jason Phillips no 42 Eric Lewis | NBA TV |
| 27 avril 2015 19:00 EDT | (en) Boxscore | Carroll, Teague 20 Paul Millsap 12 Jeff Teague 11              | Points Rebonds Passes d.                  | Deron Williams 35 Brook Lopez 10 Deron Williams 7 | OT | Barclays Center, Brooklyn Arbitres : no 19 James Capers no 23 Jason Phillips no 42 Eric Lewis | NBA TV |

| 29 avril 2015 19:00 EDT | (en) Boxscore | Nets de Brooklyn 97, Hawks d'Atlanta 107           | Nets de Brooklyn 97, Hawks d'Atlanta 107 | Nets de Brooklyn 97, Hawks d'Atlanta 107       |  | Philips Arena, Atlanta Affluence : 18 105 Arbitres : no 13 Monty McCutchen no 36 David Jones no 60 James Williams | TNT |
| 29 avril 2015 19:00 EDT | (en) Boxscore | Score par quart-temps : 16-33, 28-20, 26-29, 27-25 |                                          |                                                |  | Philips Arena, Atlanta Affluence : 18 105 Arbitres : no 13 Monty McCutchen no 36 David Jones no 60 James Williams | TNT |
| 29 avril 2015 19:00 EDT | (en) Boxscore | Score par mi-temps : 44-53, 53-54                  |                                          |                                                |  | Philips Arena, Atlanta Affluence : 18 105 Arbitres : no 13 Monty McCutchen no 36 David Jones no 60 James Williams | TNT |
| 29 avril 2015 19:00 EDT | (en) Boxscore | Alan Anderson 23 Joe Johnson 9 Jack, Williams 6    | Points Rebonds Passes d.                 | DeMarre Carroll 26 Al Horford 15 Jeff Teague 8 |  | Philips Arena, Atlanta Affluence : 18 105 Arbitres : no 13 Monty McCutchen no 36 David Jones no 60 James Williams | TNT |

| 1er mai 2015 20:00 EDT | (en) Boxscore | Hawks d'Atlanta 111, Nets de Brooklyn 87           | Hawks d'Atlanta 111, Nets de Brooklyn 87 | Hawks d'Atlanta 111, Nets de Brooklyn 87   |  | Barclays Center, Brooklyn Affluence : 17 732 Arbitres : no 41 Ken Mauer no 30 John Goble no 14 Ed Malloy | ESPN |
| 1er mai 2015 20:00 EDT | (en) Boxscore | Score par quart-temps : 36-23, 15-22, 41-21, 19-21 |                                          |                                            |  | Barclays Center, Brooklyn Affluence : 17 732 Arbitres : no 41 Ken Mauer no 30 John Goble no 14 Ed Malloy | ESPN |
| 1er mai 2015 20:00 EDT | (en) Boxscore | Score par mi-temps : 51-45, 60-42                  |                                          |                                            |  | Barclays Center, Brooklyn Affluence : 17 732 Arbitres : no 41 Ken Mauer no 30 John Goble no 14 Ed Malloy | ESPN |
| 1er mai 2015 20:00 EDT | (en) Boxscore | Paul Millsap 25 Paul Millsap 9 Jeff Teague 13      | Points Rebonds Passes d.                 | Brook Lopez 19 Jack, Lopez 7 Joe Johnson 6 |  | Barclays Center, Brooklyn Affluence : 17 732 Arbitres : no 41 Ken Mauer no 30 John Goble no 14 Ed Malloy | ESPN |
| 1er mai 2015 20:00 EDT | (en) Boxscore | Atlanta remporte la série 4 à 2.                   |                                          |                                            |  | Barclays Center, Brooklyn Affluence : 17 732 Arbitres : no 41 Ken Mauer no 30 John Goble no 14 Ed Malloy | ESPN |

Matchs de saison régulière
Atlanta gagne la série 4 à 0.
| 5 décembre 2014 | Rapport | Hawks d'Atlanta 98, Nets de Brooklyn 75 | Hawks d'Atlanta 98, Nets de Brooklyn 75 | Hawks d'Atlanta 98, Nets de Brooklyn 75 |  | Barclays Center, Brooklyn |

| 28 janvier 2015 | Rapport | Nets de Brooklyn 102, Hawks d'Atlanta 113 | Nets de Brooklyn 102, Hawks d'Atlanta 113 | Nets de Brooklyn 102, Hawks d'Atlanta 113 |  | Philips Arena, Atlanta |

| 4 avril 2015 | Rapport | Nets de Brooklyn 99, Hawks d'Atlanta 131 | Nets de Brooklyn 99, Hawks d'Atlanta 131 | Nets de Brooklyn 99, Hawks d'Atlanta 131 |  | Philips Arena, Atlanta |

| 8 avril 2015 | Rapport | Hawks d'Atlanta 114, Nets de Brooklyn 111 | Hawks d'Atlanta 114, Nets de Brooklyn 111 | Hawks d'Atlanta 114, Nets de Brooklyn 111 |  | Barclays Center, Brooklyn |

C'est la première fois que ces deux équipes se rencontrent en Playoffs.

#### Demi-finales de conférence

##### (1)Hawks d'Atlantavs.Wizards de Washington(5)
| 3 mai 2015 13:00 EDT | (en) Boxscore | Wizards de Washington 104, Hawks d'Atlanta 98      | Wizards de Washington 104, Hawks d'Atlanta 98 | Wizards de Washington 104, Hawks d'Atlanta 98   |  | Philips Arena, Atlanta Affluence : 18 148 Arbitres : no 48 Scott Foster no 10 Ron Garretson no 26 Pat Fraher | ABC |
| 3 mai 2015 13:00 EDT | (en) Boxscore | Score par quart-temps : 26-37, 27-26, 28-20, 23-15 |                                               |                                                 |  | Philips Arena, Atlanta Affluence : 18 148 Arbitres : no 48 Scott Foster no 10 Ron Garretson no 26 Pat Fraher | ABC |
| 3 mai 2015 13:00 EDT | (en) Boxscore | Score par mi-temps : 54-63, 51-35                  |                                               |                                                 |  | Philips Arena, Atlanta Affluence : 18 148 Arbitres : no 48 Scott Foster no 10 Ron Garretson no 26 Pat Fraher | ABC |
| 3 mai 2015 13:00 EDT | (en) Boxscore | Bradley Beal 28 Marcin Gortat 12 John Wall 13      | Points Rebonds Passes d.                      | DeMarre Carroll 24 Al Horford 17 Paul Millsap 8 |  | Philips Arena, Atlanta Affluence : 18 148 Arbitres : no 48 Scott Foster no 10 Ron Garretson no 26 Pat Fraher | ABC |

| 5 mai 2015 20:00 EDT | (en) Boxscore | Wizards de Washington 90, Hawks d'Atlanta 106      | Wizards de Washington 90, Hawks d'Atlanta 106 | Wizards de Washington 90, Hawks d'Atlanta 106    |  | Philips Arena, Atlanta Affluence : 18 131 Arbitres : no 43 Dan Crawford no 8 Marc Davis no 58 Josh Tiven | TNT |
| 5 mai 2015 20:00 EDT | (en) Boxscore | Score par quart-temps : 20-28, 26-25, 29-27, 15-26 |                                               |                                                  |  | Philips Arena, Atlanta Affluence : 18 131 Arbitres : no 43 Dan Crawford no 8 Marc Davis no 58 Josh Tiven | TNT |
| 5 mai 2015 20:00 EDT | (en) Boxscore | Score par mi-temps : 46-53, 44-53                  |                                               |                                                  |  | Philips Arena, Atlanta Affluence : 18 131 Arbitres : no 43 Dan Crawford no 8 Marc Davis no 58 Josh Tiven | TNT |
| 5 mai 2015 20:00 EDT | (en) Boxscore | Bradley Beal 20 Marcin Gortat 9 Bradley Beal 7     | Points Rebonds Passes d.                      | DeMarre Carroll 22 Paul Millsap 11 Jeff Teague 8 |  | Philips Arena, Atlanta Affluence : 18 131 Arbitres : no 43 Dan Crawford no 8 Marc Davis no 58 Josh Tiven | TNT |

| 9 mai 2015 17:00 EDT | (en) Boxscore | Hawks d'Atlanta 101, Wizards de Washington 103     | Hawks d'Atlanta 101, Wizards de Washington 103 | Hawks d'Atlanta 101, Wizards de Washington 103 |  | Verizon Center, Washington Affluence : 20 356 Arbitres : no 17 Joe Crawford no 15 Bennett Salvatore no 28 Zach Zarba | ESPN |
| 9 mai 2015 17:00 EDT | (en) Boxscore | Score par quart-temps : 18-28, 25-28, 23-29, 35-18 |                                                |                                                |  | Verizon Center, Washington Affluence : 20 356 Arbitres : no 17 Joe Crawford no 15 Bennett Salvatore no 28 Zach Zarba | ESPN |
| 9 mai 2015 17:00 EDT | (en) Boxscore | Score par mi-temps : 43-56, 57-47                  |                                                |                                                |  | Verizon Center, Washington Affluence : 20 356 Arbitres : no 17 Joe Crawford no 15 Bennett Salvatore no 28 Zach Zarba | ESPN |
| 9 mai 2015 17:00 EDT | (en) Boxscore | Teague, Schröder 18 Al Horford 10 Jeff Teague 7    | Points Rebonds Passes d.                       | 3 joueurs 17 Otto Porter 9 Bradley Beal 8      |  | Verizon Center, Washington Affluence : 20 356 Arbitres : no 17 Joe Crawford no 15 Bennett Salvatore no 28 Zach Zarba | ESPN |

| 11 mai 2015 19:00 EDT | (en) Boxscore | Hawks d'Atlanta 106, Wizards de Washington 101     | Hawks d'Atlanta 106, Wizards de Washington 101 | Hawks d'Atlanta 106, Wizards de Washington 101 |  | Verizon Center, Washington Affluence : 20 356 Arbitres : no 41 Ken Mauer no 14 Ed Malloy no 30 John Goble | TNT |
| 11 mai 2015 19:00 EDT | (en) Boxscore | Score par quart-temps : 29-26, 36-29, 20-20, 21-26 |                                                |                                                |  | Verizon Center, Washington Affluence : 20 356 Arbitres : no 41 Ken Mauer no 14 Ed Malloy no 30 John Goble | TNT |
| 11 mai 2015 19:00 EDT | (en) Boxscore | Score par mi-temps : 65-55, 41-46                  |                                                |                                                |  | Verizon Center, Washington Affluence : 20 356 Arbitres : no 41 Ken Mauer no 14 Ed Malloy no 30 John Goble | TNT |
| 11 mai 2015 19:00 EDT | (en) Boxscore | Teague 26 Al Horford 10 Schröder, Teague 8         | Points Rebonds Passes d.                       | Bradley Beal 34 Marcin Gortat 8 Bradley Beal 7 |  | Verizon Center, Washington Affluence : 20 356 Arbitres : no 41 Ken Mauer no 14 Ed Malloy no 30 John Goble | TNT |

| 13 mai 2015 20:00 EDT | (en) Boxscore | Wizards de Washington 81, Hawks d'Atlanta 82       | Wizards de Washington 81, Hawks d'Atlanta 82 | Wizards de Washington 81, Hawks d'Atlanta 82  |  | Philips Arena, Atlanta Affluence : 18 854 Arbitres : no 24 Mike Callahan no 25 Tony Brothers no 49 Tom Washington | TNT |
| 13 mai 2015 20:00 EDT | (en) Boxscore | Score par quart-temps : 19-23, 28-18, 15-22, 19-19 |                                              |                                               |  | Philips Arena, Atlanta Affluence : 18 854 Arbitres : no 24 Mike Callahan no 25 Tony Brothers no 49 Tom Washington | TNT |
| 13 mai 2015 20:00 EDT | (en) Boxscore | Score par mi-temps : 47-41, 34-41                  |                                              |                                               |  | Philips Arena, Atlanta Affluence : 18 854 Arbitres : no 24 Mike Callahan no 25 Tony Brothers no 49 Tom Washington | TNT |
| 13 mai 2015 20:00 EDT | (en) Boxscore | Bradley Beal 23 Otto Porter 10 John Wall 7         | Points Rebonds Passes d.                     | Al Horford 23 Al Horford 11 Dennis Schröder 7 |  | Philips Arena, Atlanta Affluence : 18 854 Arbitres : no 24 Mike Callahan no 25 Tony Brothers no 49 Tom Washington | TNT |

| 15 mai 2015 20:00 EDT | (en) Boxscore | Hawks d'Atlanta 94, Wizards de Washington 91       | Hawks d'Atlanta 94, Wizards de Washington 91 | Hawks d'Atlanta 94, Wizards de Washington 91 |  | Verizon Center, Washington Affluence : 20 356 Arbitres : no 19 James Capers no 13 Monty McCutchen no 9 Derrick Stafford | ESPN |
| 15 mai 2015 20:00 EDT | (en) Boxscore | Score par quart-temps : 19-20, 26-19, 27-25, 22-27 |                                              |                                              |  | Verizon Center, Washington Affluence : 20 356 Arbitres : no 19 James Capers no 13 Monty McCutchen no 9 Derrick Stafford | ESPN |
| 15 mai 2015 20:00 EDT | (en) Boxscore | Score par mi-temps : 45-39, 49-52                  |                                              |                                              |  | Verizon Center, Washington Affluence : 20 356 Arbitres : no 19 James Capers no 13 Monty McCutchen no 9 Derrick Stafford | ESPN |
| 15 mai 2015 20:00 EDT | (en) Boxscore | DeMarre Carroll 25 Paul Millsap 13 Jeff Teague 7   | Points Rebonds Passes d.                     | Bradley Beal 29 Nenê 11 John Wall 13         |  | Verizon Center, Washington Affluence : 20 356 Arbitres : no 19 James Capers no 13 Monty McCutchen no 9 Derrick Stafford | ESPN |
| 15 mai 2015 20:00 EDT | (en) Boxscore | Atlanta remporte la série 4 à 2.                   |                                              |                                              |  | Verizon Center, Washington Affluence : 20 356 Arbitres : no 19 James Capers no 13 Monty McCutchen no 9 Derrick Stafford | ESPN |

Matchs de saison régulière
Atlanta gagne la série 3 à 1.
| 25 novembre 2014 | Rapport | Hawks d'Atlanta 106, Wizards de Washington 102 | Hawks d'Atlanta 106, Wizards de Washington 102 | Hawks d'Atlanta 106, Wizards de Washington 102 |  | Verizon Center, Washington |

| 11 janvier 2015 | Rapport | Wizards de Washington 89, Hawks d'Atlanta 120 | Wizards de Washington 89, Hawks d'Atlanta 120 | Wizards de Washington 89, Hawks d'Atlanta 120 |  | Philips Arena, Atlanta |

| 4 février 2015 | Rapport | Wizards de Washington 96, Hawks d'Atlanta 105 | Wizards de Washington 96, Hawks d'Atlanta 105 | Wizards de Washington 96, Hawks d'Atlanta 105 |  | Philips Arena, Atlanta |

| 12 avril 2015 | Rapport | Hawks d'Atlanta 99, Wizards de Washington 108 | Hawks d'Atlanta 99, Wizards de Washington 108 | Hawks d'Atlanta 99, Wizards de Washington 108 |  | Verizon Center, Washington |

Dernière rencontre en playoffsDemi-finale de conférence Est 1979 (Washington gagne 4-3).

#### Finale de conférence

##### (1)Hawks d'Atlantavs.Cavaliers de Cleveland(2)
| 20 mai 2015 20:30 EDT |  | Cavaliers de Cleveland vs. Hawks d'Atlanta | Cavaliers de Cleveland vs. Hawks d'Atlanta | Cavaliers de Cleveland vs. Hawks d'Atlanta |  | Philips Arena, Atlanta | TNT |

| 22 mai 2015 20:30 EDT |  | Cavaliers de Cleveland vs. Hawks d'Atlanta | Cavaliers de Cleveland vs. Hawks d'Atlanta | Cavaliers de Cleveland vs. Hawks d'Atlanta |  | Philips Arena, Atlanta | TNT |

| 24 mai 2015 20:30 EDT |  | Hawks d'Atlanta vs. Cavaliers de Cleveland | Hawks d'Atlanta vs. Cavaliers de Cleveland | Hawks d'Atlanta vs. Cavaliers de Cleveland |  | Quicken Loans Arena, Cleveland | TNT |

| 26 mai 2015 20:30 EDT |  | Hawks d'Atlanta vs. Cavaliers de Cleveland | Hawks d'Atlanta vs. Cavaliers de Cleveland | Hawks d'Atlanta vs. Cavaliers de Cleveland |  | Quicken Loans Arena, Cleveland | TNT |

| 28 mai 2015 20:30 EDT |  | Cavaliers de Cleveland vs. Hawks d'Atlanta* | Cavaliers de Cleveland vs. Hawks d'Atlanta* | Cavaliers de Cleveland vs. Hawks d'Atlanta* |  | Philips Arena, Atlanta | TNT |

| 30 mai 2015 20:30 EDT |  | Hawks d'Atlanta vs. Cavaliers de Cleveland* | Hawks d'Atlanta vs. Cavaliers de Cleveland* | Hawks d'Atlanta vs. Cavaliers de Cleveland* |  | Quicken Loans Arena, Cleveland | TNT |

| 1er juin 2015 20:30 EDT |  | Cavaliers de Cleveland vs. Hawks d'Atlanta* | Cavaliers de Cleveland vs. Hawks d'Atlanta* | Cavaliers de Cleveland vs. Hawks d'Atlanta* |  | Philips Arena, Atlanta | TNT |

Matchs de saison régulière
Atlanta gagne la série 3 à 1.
| 15 novembre 2014 | Rapport | Hawks d'Atlanta 94, Cavaliers de Cleveland 127 | Hawks d'Atlanta 94, Cavaliers de Cleveland 127 | Hawks d'Atlanta 94, Cavaliers de Cleveland 127 |  | Quicken Loans Arena, Cleveland |

| 17 décembre 2014 | Rapport | Hawks d'Atlanta 127, Cavaliers de Cleveland 98 | Hawks d'Atlanta 127, Cavaliers de Cleveland 98 | Hawks d'Atlanta 127, Cavaliers de Cleveland 98 |  | Quicken Loans Arena, Cleveland |

| 30 décembre 2014 | Rapport | Cavaliers de Cleveland 101, Hawks d'Atlanta 109 | Cavaliers de Cleveland 101, Hawks d'Atlanta 109 | Cavaliers de Cleveland 101, Hawks d'Atlanta 109 |  | Philips Arena, Atlanta |

| 6 mars 2015 | Rapport | Cavaliers de Cleveland 97, Hawks d'Atlanta 106 | Cavaliers de Cleveland 97, Hawks d'Atlanta 106 | Cavaliers de Cleveland 97, Hawks d'Atlanta 106 |  | Philips Arena, Atlanta |

Dernière rencontre en playoffsDemi-finale de conférence Est 2009 (Cleveland gagne 4-0).

## Effectif actuel
| Hawks d'Atlanta Effectif actuel                                                              |    |                                      |                  |                |
| Entraîneur : Mike Budenholzer                                                                |    |                                      |                  |                |
| Pivot                                                                                        | 6  | Drapeau de la Macédoine              | Pero Antić       | Macédoine      |
| Arrière                                                                                      | 24 | Drapeau des États-Unis               | Kent Bazemore    | Old Dominion   |
| Ailier fort                                                                                  | 7  | Drapeau des États-Unis               | Elton Brand      | Duke           |
| Ailier fort                                                                                  | 5  | Drapeau des États-Unis               | DeMarre Carroll  | Missouri       |
| Ailier fort                                                                                  | 3  | Drapeau des États-Unis               | Austin Daye      | Gonzaga        |
| Pivot, Ailier fort                                                                           | 15 | Drapeau de la République dominicaine | Al Horford (C)   | Florida        |
| Arrière                                                                                      | 12 | Drapeau des États-Unis               | John Jenkins     | Vanderbilt     |
| Arrière, Ailier                                                                              | 26 | Drapeau des États-Unis               | Kyle Korver      | Creighton      |
| Arrière                                                                                      | 8  | Drapeau des États-Unis               | Shelvin Mack     | Butler         |
| Ailier, Ailier fort                                                                          | 4  | Drapeau des États-Unis               | Paul Millsap (C) | Louisiana Tech |
| Pivot, Ailier fort                                                                           | 31 | Drapeau des États-Unis               | Mike Muscala     | Bucknell       |
| Meneur                                                                                       | 17 | Drapeau de l'Allemagne               | Dennis Schröder  | Allemagne      |
| Ailier fort                                                                                  | 32 | Drapeau des États-Unis               | Mike Scott       | Virginia       |
| Arrière, Ailier                                                                              | 25 | Drapeau de la Suisse                 | Thabo Sefolosha  | Suisse         |
| Meneur, Arrière                                                                              | 0  | Drapeau des États-Unis               | Jeff Teague (C)  | Wake Forest    |
| (C) - Capitaine (AL) - Agent libre (R) - Rookie (ou Recrue) - Blessé - * Contrat de 10 jours |    |                                      |                  |                |

## Contrats et salaires 2014-2015
| no                                       | Joueur          | Poste | Âge   | Type de contrat | Salaire      | Fin du contrat      |
| ---------------------------------------- | --------------- | ----- | ----- | --------------- | ------------ | ------------------- |
| Joueurs actuels                          |                 |       |       |                 |              |                     |
| 6                                        | Pero Antić      | PF    | 32    | Cap Space       | 1 250 000 $  | 2015 (RFA)          |
| 24                                       | Kent Bazemore   | SG    | 25    | Cap Space       | 2 000 000 $  | 2016 (UFA)          |
| 7                                        | Elton Brand     | PF    | 35    | Cap Space       | 2 000 000 $  | 2015 (UFA)          |
| 5                                        | DeMarre Carroll | SF    | 28    | Cap Space       | 2 442 455 $  | 2015 (P)            |
| 3                                        | Austin Daye     | PF    | 26    | 10 jours        | 53 838 $     | Contrat de 10 jours |
| 15                                       | Al Horford      | C     | 28    | Bird            | 12 000 000 $ | 2016 (UFA)          |
| 12                                       | John Jenkins    | SG    | 23    | Rookie          | 1 312 920 $  | 2015 (UFA)          |
| 26                                       | Kyle Korver     | SG    | 33    | Bird            | 6 253 521 $  | 2017 (UFA)          |
| 8                                        | Shelvin Mack    | PG    | 24    | Cap Space       | 2 433 333 $  | 2017 (UFA)          |
| 4                                        | Paul Millsap    | PF    | 29    | Cap Space       | 9 500 000 $  | 2015 (UFA)          |
| 31                                       | Mike Muscala    | PF    | 23    | Cap Space       | 816,482 $    | 2016 (T)            |
| 17                                       | Dennis Schröder | PG    | 21    | Rookie          | 1 690 680 $  | 2016 (T)            |
| 32                                       | Mike Scott      | PF    | 26    | Early Bird      | 3 333 333 $  | 2017 (UFA)          |
| 25                                       | Thabo Sefolosha | SG    | 30    | Cap Space       | 4 150 000 $  | 2017 (UFA)          |
| 0                                        | Jeff Teague     | PG    | 26    | Bird            | 8 000 000 $  | 2017 (UFA)          |
| Contrat(s) terminé(s) en cours de saison |                 |       |       |                 |              |                     |
| -                                        | Austin Daye     | PF    | 26    | 10 jours        | 53 838 $     | -                   |
| -                                        | Jarell Eddie    | SF    | 23    | 10 jours        | 29 843 $     | -                   |
| Joueur(s) résilié(s) cette saison        |                 |       |       |                 |              |                     |
| -                                        | John Salmons    | SF    | 35    | -               | 1 000 000 $  | -                   |
|                                          |                 |       |       |                 |              |                     |
| Total                                    | Total           | Total | Total | Total           | 58 320 243 $ | -                   |

- (UFA) = Le joueur est libre de signer ou il veut à la fin de la saison.
- (RFA) = Le joueur peut signer un contrat avec l’équipe de son choix, mais son équipe de départ a le droit de s’aligner sur n’importe quelle offre qui lui sera faite.
- (P) =  Le joueur décide de rester une saison supplémentaire avec son équipe ou pas. S'il décide de ne pas rester, il devient agent libre.
- (T) =  L'équipe décide de conserver (ou non) son joueur pour une saison supplémentaire. Si elle ne le garde pas, il devient agent libre.
- 2015 = Joueurs qui peuvent quitter le club à la fin de cette saison.

## Transferts

### Échanges
| Juin            | Juin | Juin                                                                                 | Juin                   |
| --------------- | --- | ------------------------------------------------------------------------------------ | ---------------------- |
| 26 juin 2014    | Échange à deux équipes                                                                                          | Échange à deux équipes                                                               | Échange à deux équipes |
| 26 juin 2014    | Vers Hawks d'Atlanta - Droits sur le no 48 choix de la Draft 2014 : Lamar Patterson                             | Vers Bucks de Milwaukee - Choix de second tour draft 2015                            | [ 3 ]                  |
| 30 juin 2014    | Échange à deux équipes                                                                                          | Échange à deux équipes                                                               | Échange à deux équipes |
| 30 juin 2014    | Vers Hawks d'Atlanta - John Salmons - Choix de second tour draft 2015                                           | Vers Raptors de Toronto - Louis Williams - Droits sur Lucas Nogueira                 | [ 4 ]                  |
| Juillet         | |                                                                                      |                        |
| 15 juillet 2014 | Échange à deux équipes                                                                                          | Échange à deux équipes                                                               | Échange à deux équipes |
| 15 juillet 2014 | Vers Hawks d'Atlanta - Thabo Sefolosha (Sign and trade) - Droits sur Yórgos Príntezis - Compensation financière | Vers Thunder d'Oklahoma City - Droits sur Sofoklís Schortsanítis - "Trade exception" | [ 5 ]                  |

## Free agents (Agents libres)

### Free agents qui resignent
| Date         | Joueur                   | Contrat                | Fin du contrat | Référence |
| ------------ | ------------------------ | ---------------------- | -------------- | --------- |
| 22 août      | Shelvin Mack (Restreint) | 7 300 000 $ sur 3 ans  | 2017           | [ 6 ]     |
| 25 août      | Mike Scott               | 10 000 000 $ sur 3 ans | 2017           | [ 7 ]     |
| 10 septembre | Elton Brand              | 2 000 000 $ sur 1 an   | 2015           | [ 8 ]     |

### Arrivés
Apparaissent seulement les joueurs ayant commencé le calendrier de la saison régulière avec l'équipe (28 octobre 2014) et les joueurs signés en cours d'année. 
| Date         | Joueur        | Contrat                                                               | Provenance                                           | Référence |
| ------------ | ------------- | --------------------------------------------------------------------- | ---------------------------------------------------- | --------- |
| 23 juillet   | Adreian Payne | 3 790 000 $ sur 2 ans (Option d'équipe pour les saisons 2016 et 2017) | Spartans de Michigan State (Choix no 15 de la draft) | [ 9 ]     |
| 10 septembre | Kent Bazemore | 4 000 000 $ sur 2 ans                                                 | Lakers de Los Angeles                                | [ 10 ]    |
| 5 mars       | Jarell Eddie  | Contrat de 10 jours                                                   | Spurs d'Austin (D-League)                            | [ 11 ]    |
| 15 mars      | Austin Daye   | Contrat de 10 jours                                                   | BayHawks d'Érié (D-League)                           | [ 12 ]    |
| 25 mars      | Austin Daye   | Second contrat de 10 jours                                            | Hawks d'Atlanta                                      | [ 13 ]    |

### Départs
| Date        | Joueur         | Raison départ | Vers ¹                | Référence |
| ----------- | -------------- | ------------- | --------------------- | --------- |
| 1er juillet | Gustavo Ayón   | Agent libre   | Real Madrid (Espagne) | [ 14 ]    |
| 1er juillet | Cartier Martin | Agent libre   | Pistons de Détroit    | [ 15 ]    |
| 10 juillet  | John Salmons   | Libéré        | Pistons de Détroit    | [ 16 ]    |

¹ Il s'agit de l’équipe pour laquelle le joueur a signé après son départ, il a pu entre-temps changer d'équipe ou encore de pays.

## Récompenses
| Date        | Joueur                                                          | Récompense                                                                                  | Référence |
| ----------- | --------------------------------------------------------------- | ------------------------------------------------------------------------------------------- | --------- |
| 22 décembre | Al Horford                                                      | Joueur de la semaine dans la conférence Est (Semaine du 15 au 21 décembre 2014)             | [ 17 ]    |
| 5 janvier   | Jeff Teague                                                     | Joueur de la semaine dans la conférence Est (Semaine du 29 décembre 2014 au 5 janvier 2015) | [ 18 ]    |
| 5 janvier   | Mike Budenholzer                                                | Entraîneur du mois de décembre dans la conférence Est                                       | [ 19 ]    |
| 19 janvier  | Al Horford                                                      | Joueur de la semaine dans la conférence Est (Semaine du 12 au 18 janvier 2015)              | [ 20 ]    |
| 4 février   | DeMarre Carroll Al Horford Kyle Korver Paul Millsap Jeff Teague | Joueurs du mois de décembre dans la conférence Est                                          | [ 21 ]    |
| 2 février   | Mike Budenholzer                                                | Entraîneur du mois de janvier dans la conférence Est                                        | [ 22 ]    |
| 21 avril    | Mike Budenholzer                                                | Entraîneur de l'année                                                                       | [ 23 ]    |